# Ministerio de Comercio e Industria (Colombia)
El Ministerio de Comercio e Industria fue un antiguo ministerio ejecutivo nacional de Colombia, encargado de la promoción de la industria nacional.  

## Historia
El Ministerio fue creado en 1948, durante la administración del Presidente Mariano Ospina Pérez, quien dividió el Ministerio de Economía Nacional en el Ministerio de Comercio e Industria y el Ministerio de Agricultura y Ganadería. Los ministros de las nuevas carteras fueron nombrados y posesionados el 21 de marzo de 1948.
Sus funciones incluyeron la promoción de la industria nacional tanto dentro del país como en el extranjero, la regulación del comercio interno y exterior y la financiación de las empresas colombianas. 
Tuvo una efímera existencia, pues solo tres años después, en 1951 fue fusionado con el Ministerio de Minas y Petróleos para conformar el Ministerio de Fomento.

## Listado de Ministros
La siguiente es la lista de Ministros: 
| N.° | Ministro                          | Inicio                  | Final                   | Presidente            | Ref.  |
| --- | --------------------------------- | ----------------------- | ----------------------- | --------------------- | ----- |
| 9°  | José María Guerrero O'Byrne       | 2 de febrero de 1951    | 28 de febrero de 1951   | Laureano Gómez Castro | [ 4 ] |
| 8°  | Rafael Azula Barrera              | 5 de enero de 1951      | 2 de febrero de 1951    | Laureano Gómez Castro | [ 4 ] |
| -   | Manuel Carvajal Sinisterra (e)    | 28 de noviembre de 1950 | 5 de enero de 1951      | Laureano Gómez Castro | [ 4 ] |
| 7°  | José María Villareal Sandoval     | 7 de agosto de 1950     | 28 de noviembre de 1950 | Laureano Gómez Castro | [ 4 ] |
| 6°  | César Tulio Delgado               | 2 de febrero de 1950    | 7 de agosto de 1950     | Mariano Ospina Pérez  | [ 1 ] |
| 5°  | Juan Guillermo Restrepo Jaramillo | 22 de octubre de 1949   | 2 de febrero de 1950    | Mariano Ospina Pérez  | [ 1 ] |
| 4°  | Alfonso Restrepo Moreno           | 6 de octubre de 1949    | 22 de octubre de 1949   | Mariano Ospina Pérez  | [ 1 ] |
| -   | José Elías del Hierro (e)         | 2 de octubre de 1949    | 6 de octubre de 1949    | Mariano Ospina Pérez  | [ 1 ] |
| 3°  | Jorge Leyva Urdaneta              | 8 de mayo de 1949       | 2 de octubre de 1949    | Mariano Ospina Pérez  | [ 1 ] |
| 2°  | José del Carmen Mesa M.           | 7 de junio de 1948      | 8 de mayo de 1949       | Mariano Ospina Pérez  | [ 1 ] |
| 1°  | Guillermo Salamanca               | 21 de marzo de 1948     | 7 de junio de 1948      | Mariano Ospina Pérez  | [ 1 ] |